# اوفتردینگن
اوفتردینگن (به آلمانی: Ofterdingen) یک شهر در آلمان است که در توبینگن واقع شده‌است.
 اوفتردینگن  ۴٬۴۵۲ نفر جمعیت دارد.